# Tornavís elèctric

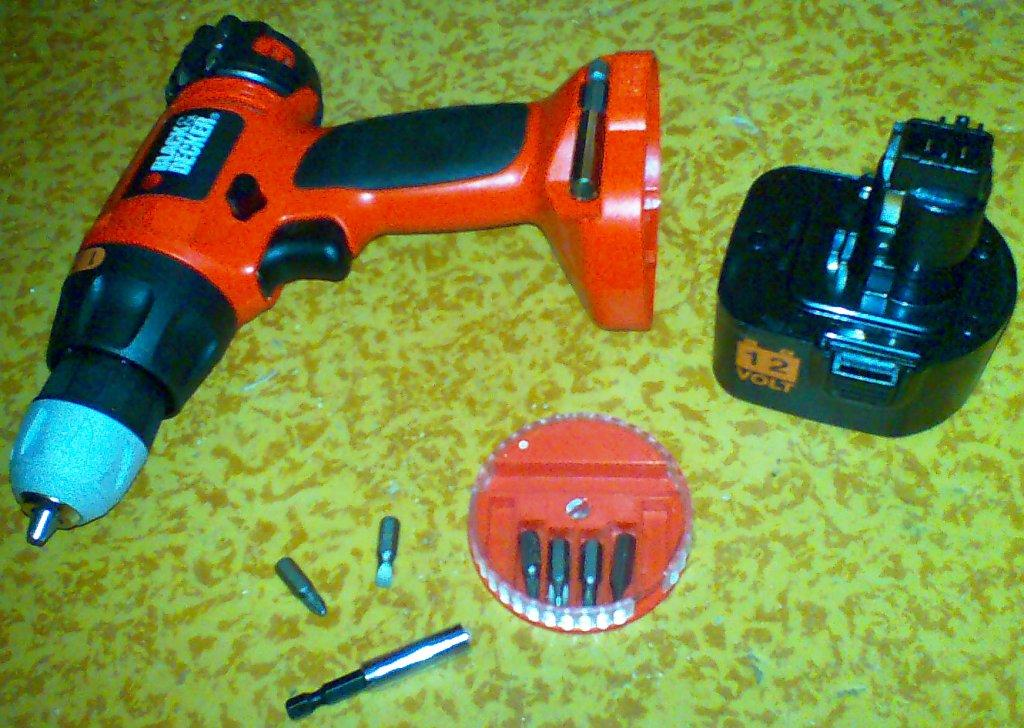
Tornavís elèctric recarregable

Un tornavís elèctric és una màquina que permet cargolar i descargolar cargols automàticament amb l'ajut d'una font que subministra potència elèctrica. Es tracta d'un substitut del tornavís convencional i que comparteix la funció de donar parell a cargols, efectuant l'operació de manera automàtica.

## Ús
L'ús d'eines automàtiques de cargolar es pot trobar en aplicacions en cadenes de muntatge on solen fer-se tasques repetitives, en aplicació de parell en unions caragolades de difícil accés. Per exemple, l'ús d'un tornavís elèctric a les cadenes de muntatge pot permetre l'eliminació d'errors a l'hora d'aplicar un parell.